# Sylvilagus graysoni
Espèce
Statut de conservation UICN

 EN B2ab(iii,v) : En danger
Sylvilagus graysoni est une espèce de lapin de la famille des Léporidés endémique du Mexique.